# استندیش (کالیفرنیا)
استندیش (به انگلیسی: Standish) یک منطقهٔ مسکونی در ایالات متحده آمریکا است که در شهرستان لاسن، کالیفرنیا واقع شده‌است. استندیش ۱٬۲۳۴ متر بالاتر از سطح دریا قرار دارد.